# Colegio Rabínico de América
El Colegio Rabínico de América (en inglés estadounidense: Rabbinical College of America) es una yeshivá jasídica del movimiento Jabad-Lubavitch ubicada en Morristown, Nueva Jersey. La yeshivá fue fundada y está bajo la dirección del Rabino Moshé Herson. El crecimiento del colegio rabínico ha tenido un efecto cultural significativo en el seno de la comunidad judía estadounidense y ha influenciado a muchas familias ortodoxas a mudarse para estar cerca de la yeshivá y de las sinagogas circundantes. La institución cuenta con el apoyo de varios filántropos judíos como David T. Chase y Ronald Steven Lauder de Estée Lauder Inc. El colegio tiene una licencia de la comisión de educación superior del estado de Nueva Jersey. La yeshivá concede una licenciatura de cuatro años en estudios religiosos acreditada por la Asociación de Escuelas Rabínicas Talmúdicas Avanzadas.

## Ubicación
La universidad está ubicada en un campus de 82 acres (330.000 metros cuadrados) en el Municipio de Morris, Nueva Jersey. El campus es la sede central del movimiento jasídico Jabad-Lubavitch en el estado de Nueva Jersey.

## Programas académicos
- La yeshivá Tomjei Tmimim: Es una red internacional de escuelas talmúdicas (yeshivot) de Jabad, destinada a hombres en edad universitaria (entre 18 y 22 años). Cientos de sus graduados obtuvieron una ordenación rabínica (semijá) en escuelas talmúdicas avanzadas, y sirvieron como rabinos en una Casa de Jabad, y en diversas instituciones comunitarias de todo el Mundo. Recientemente, se estableció un programa de ordenación rabínica para los graduados de Tomjei Tmimim en el lugar, bajo la supervisión del Rabino Jaim Shapiro. Los grados de ordenación rabínica han sido firmados, y son reconocidos por el anterior Rabino mayor de Eretz Israel, el Rabino Mordejai Eliyahu.[6]

- La yeshivá Tiferes Bachurim: Es uno de los primeros programas en todo el mundo para los Baalei Teshuva, fue fundado en el verano de 1973 por el Rabino Avraham Lipskier, quien sirvió como su primer Mashpia (y que posteriormente fundó la Yeshivá Tiferes Menajem en Seagate, NY). Este programa está acreditado por el estado de Nueva Jersey para otorgar una licenciatura en estudios religiosos.[7] Hubo un programa de ordenación instituido en 1978 con siete estudiantes bajo la supervisión de los rabinos Dovid Wichnin, el primer director de la yeshivá, y Boruch Yorkovitch. El comité de examen estaba formado por el Rabino Sholom Ber Gordon de Nueva Jersey, y por los rabinos Avraham Osdoba y Bogomilsky de Nueva York. Sin embargo, el programa fue cancelado en 1979 debido a la baja inscripción. Los cuatro estudiantes restantes (los Rabinos Simcha Frankel, Tzvi Freeman, Shlomo Sawilowsky, y Menachem Schmidt), continuaron con sus estudios avanzados de ordenación después de graduarse en otro lugar.[8][9] Muchos otros graduados de Tiferes Bachurim posteriormente recibieron la ordenación en otras instituciones rabínicas. Algunos ejemplos son los Rabinos Dovid Rothschild, el autor de una serie de dos volúmenes en inglés sobre los ensayos del Rebe de Lubavitch, y Herschel Finman, quien condujo un programa de radio desde 1995. En 2009, el programa de ordenación rabínica se restableció bajo la supervisión del Rabino Yaakov Wagner. Entre los graduados notables se incluyen el Rabino Tzvi Freeman, el Dr. Dovid Lazerson, y Shimon Waronker.[10]

- El Kollel Tiferes Avreichim para estudiantes casados está bajo la supervisión del Rabino Jaim Brafman.[11]
- El Jéder de Lubavitch: Es una escuela de día ortodoxa para niños y niñas, su director es el Rabino Aaron Wilschanski.[12]
- El programa de verano de la yeshivá: Es un programa para niños con edades entre 13 y 14 años. Incluye medio día de aprendizaje y medio día de actividades y viajes. Está dirigido por el Rabino Mendel Goldberg.[13]